# Arrhyton procerum
Arrhyton procerum är en ormart som beskrevs av Hedges och Garrido 1992. Arrhyton procerum ingår i släktet Arrhyton och familjen snokar. Inga underarter finns listade i Catalogue of Life.
Arten förekommer i en liten region i södra delen av Matanzasprovinsen i Kuba. Den lever i buskskogar med några glest fördelade palmer. Typiska buskar tillhör släktet Coccoloba. I området finns flera kalkstensklippor. Honor lägger ägg.
Landskapets omvandling till jordbruksmark och produktionen av träkol påverkar beståndet negativt. Troligtvis faller några exemplar offer för introducerade råttor, katter och manguster. Arrhyton procerum är allmänt sällsynt och populationens storlek är inte känd. IUCN listar arten med kunskapsbrist (DD).